# Bronchales
Bronchales település Spanyolországban, Teruel tartományban. Bronchales Orihuela del Tremedal, Ródenas, Albarracín és Pozondón községekkel határos. Lakosainak száma 451 fő (2024).

## Népesség
A település népessége az utóbbi években az alábbiak szerint változott:
| Lakosok száma | 460  | 463  | 508  | 483  | 472  | 427  | 440  | 432  | 435  | 451  |
|               | 2001 | 2004 | 2007 | 2009 | 2012 | 2014 | 2017 | 2019 | 2022 | 2024 |